# François Poupart (1661-1709)
Pour les articles homonymes, voir Poupart.
François Poupart est un médecin, chirurgien, zoologiste, entomologiste, anatomiste français, membre de l'Académie royale des sciences, né au Mans en 1661, et mort à Paris le 31 octobre 1709.

## Biographie
François Poupart est né au Mans, fils d'un bourgeois de la ville. Il a suivi les cours des Pères de l'Oratoire. La lecture des ouvrages de Descartes lui ont donné une grande envie d'étudier la nature.
Il a passé quelques années chez son père à cette occupation et s'est déterminé pour étudier la médecine. Il a alors quitté Le Mans pour Paris. Pour subsister, il a donné des cours à un enfant, mais considérant que cela lui prenait trop de temps pour ses études, il a choisi de vivre pauvrement, se consacrant uniquement à l'étude de la physique et des sciences naturelles. Il a eu un goût particulier pour l'étude des insectes, en ayant la patience nécessaire pour les observer pendant tout le temps nécessaire en ayant l'art de découvrir leur vie cachée et pour découvrir leur délicate anatomie. Il apportait alors ses découvertes aux conférences de l'abbé Bourdelot ou les faisait imprimer dans le Journal des savants comme l' Histoire anatomique de la sangsue imprimée en 1697 (lire en ligne) qui faisait découvrir un animal que tout le monde croyait connaître.
Pour se perfectionner en anatomie, il a voulu exercer la chirurgie à l'Hôtel-Dieu de Paris et s'est présenté à l'examen. Ceux qui l'interrogèrent le trouvèrent par ses réponses fort habile dans cet art et l'ont reçu avec éloge. Il leur avoua ensuite qu'il ne savait pas pratiquer la taille et qu'il n'avait jamais pratiqué la chirurgie. Ils jugèrent qu'il apprendrait rapidement la chirurgie. Il s'est consacré à cette étude pendant trois ans, puis s'est décidé à apprendre la médecine et tout ce qui avait un rapport avec elle, comme la botanique et la chimie. Il s'est fait recevoir docteur en médecine à l'Université de Reims.
Il s'est aussi intéressé à la géométrie et a suivi les cours d'architecture donnés par Philippe de La Hire. Ce dernier a été surpris de le découvrir au moment du renouvellement de l'Académie, le 21 février 1699, comme élève de Jean Méry et d'anatomiste. Il a alors eu assez d'assurance pour lire devant les académiciens un mémoire sur les insectes hermaphrodites. Il a donné ensuite plusieurs mémoires à l'Académie royale des sciences.
Son nom est associé à l'étude du ligament de Poupart ou ligament inguinal, en 1705, quoique la première description ait été faite par Gabriel Fallope en 1561,.
Il est tombé malade en octobre 1709 et est mort en quelques jours. Sa place à L'Académie royale des sciences est attribuée à Jean-Baptiste Enguehard, le 14 mai 1710.

## Mémoires de l'Académie royale des sciences
- Sur les plumes des oiseaux, dans Histoire de l'Académie royale des sciences. Année 1699, chez Gabriel Martin, Paris, 1732, p. 43-46 (lire en ligne)
- Diverses observations anatomiques : mélange singulier de marques de vieillesse et de jeunesse dans un homme âgé d'environ 100 ans, dans Histoire de l'Académie royale des sciences. Année 1699, chez Gabriel Martin, Paris, 1732, p. 50 (lire en ligne)
- Étranges effets du scorbut arrivés à Paris en 1699, dans Histoire de l'Académie royale des sciences. Année 1699, chez Gabriel Martin, Paris, 1732, p. 169-176 (lire en ligne)
- Histoire du Formica-Leo, dans Histoire de l'Académie royale des sciences. Année 1704, chez Gabriel Martin, Paris, 1745, p. 235-246 (lire en ligne)
- Diverses observations anatomiques, dans Histoire de l'Académie royale des sciences. Année 1705, chez Gabriel Marin, Paris, 1730, p. 49-50 (lire en ligne)
- Des écumes printanières, dans Histoire de l'Académie royale des sciences. Année 1705, chez Gabriel Marin, Paris, 1730, p. 124-127 (lire en ligne)
- Remarques sur les coquillages à deux coquilles, & premièrement sur les moules, dans Histoire de l'Académie royale des sciences. Année 1706, chez Gabriel Martin, Paris, 1731, p. 51-61 (lire en ligne)
- POUPART, dans Table générale des matières contenues dans l'"Histoire" et dans les "Mémoires de l'Académie royale des sciences", La Compagnie des libraires, Paris, 1729, tome 2, (1699-1710), , p. 529 (lire en ligne)

## Journal des sçavans
- POUPART (François), dans Table générale des matières contenues dans le Journal des Savans de l'édition de Paris depuis l'année 1665 qu'il a commencé, jusqu'en 1750 inclusivement, chez Briasson, Paris, 1758, tome 8, p. 183-184 (lire en ligne)